# George Cramne
George Kelly Scott (* 20. Dezember 1966 als George Cramne in Monrovia, Liberia) ist ein ehemaliger schwedischer Boxer liberianischer Herkunft. Er war olympischer Silbermedaillengewinner im Leichtgewicht 1988 sowie WM-Herausforderer bei den Profis 1994 und 1998.

## Amateurkarriere
Cramne trainierte im Club IF Linnéa in Stockholm. Sein größter Erfolg war der Gewinn der Silbermedaille im Leichtgewicht bei den Olympischen Spielen 1988 in Seoul. Durch Siege gegen John Nkagala aus Malawi (5:0), Michael Carruth aus Irland (KO), Charles Kane aus Großbritannien (4:1) und Nergüin Enchbat aus der Mongolei (3:2) war er ins Finale eingezogen, wo er gegen Andreas Zülow aus der DDR (0:5) unterlag.
Weiteres war er Teilnehmer der Europameisterschaften 1987, 1989 und 1991.

## Profikarriere
George Cramne boxte als Profi von Juli 1991 bis November 2001. Im Februar 1994 bezwang er Homer Gibbins (Kampfbilanz: 32-2) beim Kampf um den Titel WBC Continental Americas im Halbweltergewicht und konnte in dieser Gewichtsklasse am 27. August 1994 um die IBF-Weltmeisterschaft boxen, verlor dabei jedoch gegen den puerto-ricanischen Titelträger Jake Rodriguez (25-2).
Im Oktober 1995 schlug er Rafael Ruelas (43-2) beim Kampf um den nicht zu den vier großen Verbänden zählenden WBU-Titel im Leichtgewicht und verteidigte diesen im Anschluss gegen Shane Gannon (22-1), Pete Taliaferro (32-5), Naas Scheepers (19-5) und Zoltán Kalocsai (16-1).
Am 28. Februar 1998 verlor er beim Kampf um den WBC-Weltmeistertitel im Leichtgewicht gegen Stevie Johnston (23-0). Einen letzten bedeutenden Sieg errang er im Dezember 2000 gegen Fred Ladd (45-4). Seinen letzten Kampf verlor er gegen Gianluca Branco (28-0).